# Tryptyk (opera)
Tryptyk (Il Trittico) – zbiór trzech jednoaktowych oper Giacoma Pucciniego: Płaszcz, Siostra Angelica, Gianni Schicchi. Jego premiera miała miejsce 14 grudnia 1918 roku w Metropolitan Opera (Nowy Jork).